# Gilera Saturno Bialbero 500
La Gilera Saturno Bialbero 500 è una motocicletta stradale realizzata della casa motociclistica Gilera e commercializzata tra il 1987 e il 1991.

## Storia
Durante gli anni ottanta, la Gilera progettò un nuovo motore monocilindrico a 4 tempi raffreddato ad acqua, che venne denominato Gilera Bi4 e debuttò sulla enduro Dakota 350. Questo motore era caratterizzato dalla distribuzione bialbero e da altri ritrovati tecnici che all'epoca lo ponevano allo "stato dell'arte" e allorché la Gilera ne presentò la versione con cilindrata maggiorata a 492 cm³, l'importatore giapponese della casa di Arcore, la Itoh & Co. Ltd, commissionò un modello stradale dotato di questo motore e che si ispirasse alla omonima 500 monocilindrica Gilera degli anni quaranta. Il modello definitivo fu presentato al Salone di Milano 1987. Era prevista una produzione di mille esemplari per il mercato giapponese, nelle cilindrate 350 e 500, mentre al mercato italiano sarebbero stati destinati cento esemplari numerati al prezzo di 8,5 milioni di Lire chiavi in mano.

## Tecnica
Allo scopo di dare una moderna interpretazione dello stile Café racer in voga negli anni sessanta, il progettista Sandro Colombo inserì il Gilera Bi4 in un telaio a traliccio in acciaio e accoppiato ad un forcellone in lamiera stampata, a sospensioni Marzocchi, a freni Brembo e cerchi a razze cave prodotti dalla Marvic. Il risultato era una moto leggera e agile, dal peso inferiore a 150 kg, il cui motore da 45 CV, rivisitato rispetto alle versioni da fuoristrada (un carburatore di grosso diametro anziché due e scarico più aperto) la spingeva fino a una velocità massima di 184,3 km/h.

## La Saturno Bialbero 560
Il Reparto Esperienze della Gilera (diretto all'epoca dall'ing. Federico Martini) allestì nel 1989 un esemplare da competizione della Saturno Bialbero, denominata Saturno Bialbero 560, alleggerendo la moto di serie fino a scendere sotto i 130 kg a secco per poter rivaleggiare con la Cagiva Freccia motorizzata Husqvarna schierata dalla casa varesina nelle gare per monocilindriche denominate SOS (Sound Of Singles). Tale risultato si ebbe mediante lievi modifiche al telaio e sostituendo i cerchi originali con elementi in magnesio, oltre a rimpiazzare il disco singolo anteriore da 300 mm con una coppia di dischi da 280 mm, più adatti all'uso in pista. Anche il motore fu oggetto di modifiche, ricevendo sul basamento originale il cilindro e la testata della enduro RC600 che furono oggetto di affinamenti e fu abbinato ad un cambio a rapporti ravvicinati che sarebbe poi stato riutilizzato sulla successiva Gilera Piuma e a un impianto di scarico derivato dalle esperienze maturate alla Parigi-Dakar. La moto conquistò nel 1989 la vittoria in alcune gare riservate alle monocilindriche con alla guida Davide Tardozzi e Alan Cathcart.